# Frank Cho
Frank Cho, nato Duk Hyun Cho (Seul, 2 dicembre 1971), è un fumettista e scrittore statunitense.

## Biografia

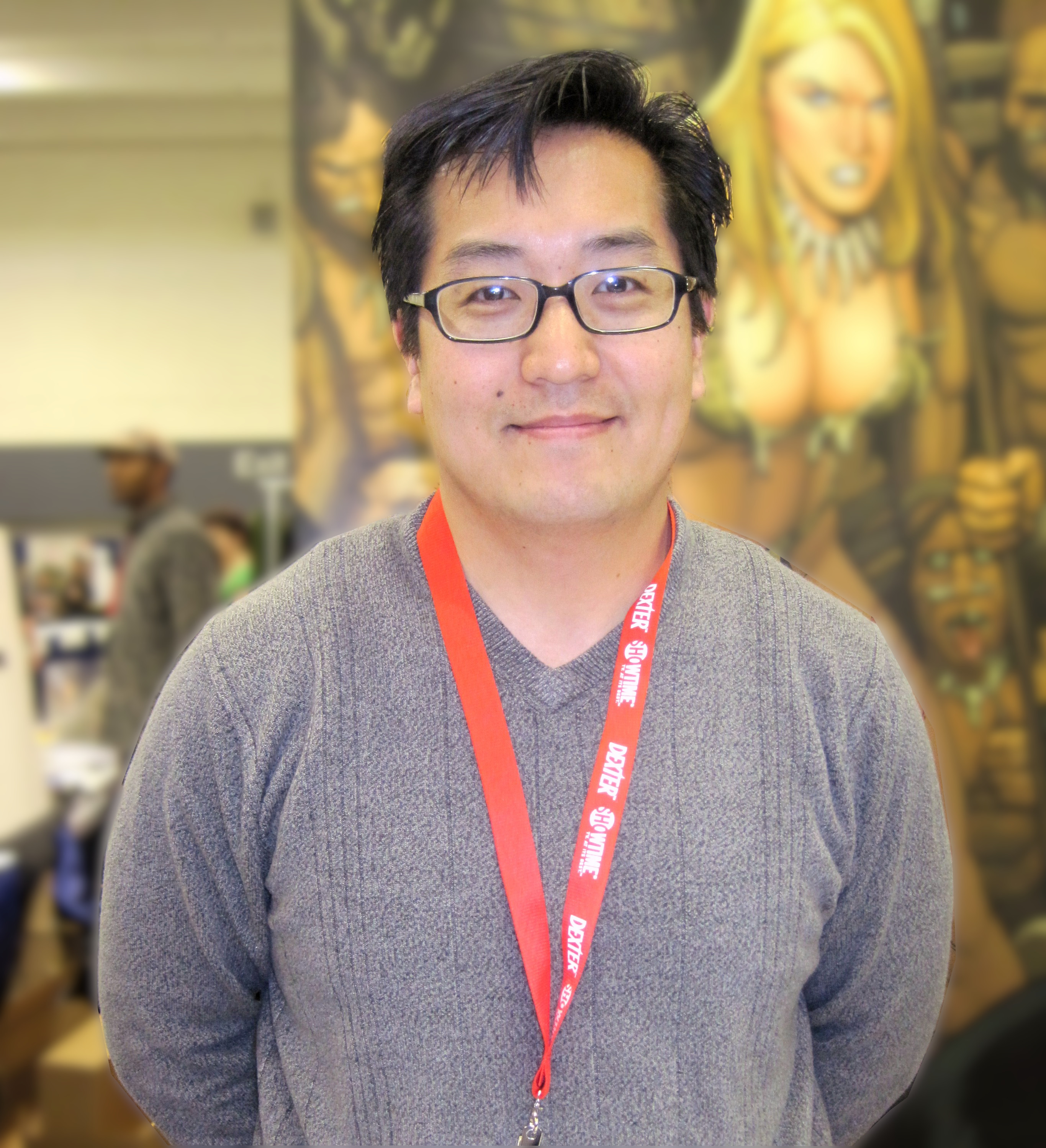
Frank Cho con la sua "Jungle Girl" nello sfondo.

Secondo di tre figli, all'età di sei anni, Cho si trasferì dalla Corea del Sud negli Stati Uniti, a Beltsville, Maryland, dov'è cresciuto. Ha frequentato il Prince George's Community College, prima di trasferirsi all'università del Maryland, a Baltimora, dove ha ottenuto una laurea in Scienze Infermieristiche, nel 1996.
Cho non ha ricevuto una formazione accademica come artista. Ha iniziato a scrivere e a disegnare una strip chiamata University2 per il The Diamondback, il quotidiano studentesco dell'università di College Park del Maryland.
Dopo la laurea, Cho adattò elementi di questo lavoro per realizzare le sue celebri strisce Liberty Meadows. Ma presto Cho si stancò della censura dei quotidiani, e convertì definitivamente  Liberty Meadows in una pubblicazione mensile. Dopo il numero 36, alla fine del 2003, il fumetto di Liberty Meadows venne interrotto, anche se Cho pubblicherà il numero 37 a maggio 2006.
Cho ha anche disegnato un'ampia varietà di altro materiale professionale, incluso una nuova versione di Shanna the She-Devil nel 2005 per la Marvel Comics. Le sue serie di Shanna erano originariamente rivolte ad un pubblico di soli adulti, includendo scene di nudo della sua protagonista, ma la Marvel in seguito decise di censurare il lavoro già completo di Cho, e così la miniserie di sette numeri non mostrò nudità.
Nel 2006 Cho ha realizzato due numeri di New Avengers (nn. 14-15) sempre per la Marvel Comics. Una di queste storie include un tipico "Cho-ismo": il personaggio di Wolverine è rappresentato con una t-shirt con il logo "Beltsville". In tutta la sua carriera, Cho ha frequentemente vestito i suoi personaggi con abiti che li ricollegavano alla città della sua adolescenza. Nel 2007 ha realizzato i primi sei numeri della collana Mighty Avengers, su sceneggiature di Brian Michael Bendis.
Il suo stile artistico è generalmente molto dettagliato e realistico, ma fa frequente uso di elementi assurdi o anacronistici nel suo lavoro, come dinosauri, ragazze pin-up e animali antropomorfizzati nello stile di Pogo. Si diverte molto nell'infrangere la "quarta parete", inserendosi frequentemente nel suo lavoro mascherato come una scimmia parlante, e in diverse occasioni ha disegnato le sue strip facendo interagire i suoi personaggi con i protagonisti di altre popolari strip (per esempio, un personaggio con una pipa, preso dalla strip comica Blondie). Molti personaggi di  Liberty Meadows, a loro volta, hanno partecipato ad altre celebri strip come Calvin & Hobbes, Lil Abner, Hagar il terribile, Dilbert, e Cathy.
Dal 2005, Cho vive a Columbia, nel Maryland con sua moglie Cari e i suoi bambini.

## Premi e riconoscimenti
Gli sono stati assegnati come riconoscimenti per la sua opera il Book Illustration Award dalla National Cartoonist Society nel 2001 e il Comic Book Award, sempre nel 2001, per Liberty Meadows.